# Daniel Clavero
Daniel Clavero Sebastián (Madrid, 9 agosto 1968) è un ex ciclista su strada spagnolo.
Professionista dal 1992 al 2003, fu più volte piazzato nei primi dieci al Giro d'Italia e alla Vuelta a España.

## Carriera
Corridore con caratteristiche di scalatore, si impose solamente in corse minori portoghesi, una tappa al Gran Premio de Lisboa nel 1993 e una tappa al Gran Premio Jornal de Noticias nel 1997. Tra i principali piazzamenti vi sono i secondi posti nella tappa di Los Ángeles de San Rafael alla Vuelta a España 1997 e nella Vuelta a Aragón nel 1998, e i terzi posti alla Euskal Bizikleta nel 1997, al Gran Premio Primavera nel 1998 e nella tappa di Borgo San Dalmazzo al Giro d'Italia 1999.
Partecipò in totale a sette Giri d'Italia, cogliendo il quinto posto finale nel 1998 e il nono nel 1999, a sei edizioni della Vuelta a España (fu sesto nel 1997) e a due campionati del mondo.

## Palmarès
- 1993

6ª tappa Gran Premio de Lisboa
- 1997

5ª tappa Gran Premio Jornal de Noticias

## Piazzamenti

### Grandi Giri
- Giro d'Italia

1993: ritirato (11ª tappa)
1998: 5º
1999: 9º
2000: ritirato (16ª tappa)
2001: 26º
2002: non partito (5ª tappa)
2003: 43º
- Vuelta a España

1995: 8º
1996: 14º
1997: 6º
1998: non partito (20ª tappa)
2000: 68º
2001: 46º

### Competizioni mondiali
- Campionati del mondo su strada

Stoccarda 1991 - In linea Dilettanti: 19º
Lugano 1996 - In linea: 41º
San Sebastián 1997 - In linea: 41º